# Kurilovka (Lípetsk)
|  | Per a altres significats, vegeu «Kurilovka». |

Kurilovka (en rus: Куриловка) és un poble de l'óblast de Lípetsk, a Rússia, que el 2011 tenia 409 habitants. Pertany al districte rural d'Úsman.